# When Willie Comes Marching Home
When Willie Comes Marching Home is een Amerikaanse filmkomedie uit 1950 onder regie van John Ford. Het scenario is gebaseerd op de novelle When Leo Comes Marching Home (1945) van de Amerikaanse auteur Sy Gomberg.

## Verhaal
Bill Kluggs meldt zich tijdens de Tweede Wereldoorlog als eerste man in zijn dorp aan bij het leger. De dorpelingen zien hem als een held. Na zijn militaire opleiding wordt hij als wapeninstructeur in zijn eigen dorp gestationeerd. Hij wordt de risee van het dorp, totdat hij de piloot van een bommenwerper moet vervangen.

## Rolverdeling
| Acteur           | Personage       |
| ---------------- | --------------- |
| Dan Dailey       | Bill Kluggs     |
| Corinne Calvet   | Yvonne La Tete  |
| Colleen Townsend | Marge Fettles   |
| William Demarest | Herman Kluggs   |
| Jimmy Lydon      | Charlie Fettles |
| Lloyd Corrigan   | Majoor Adams    |
| Evelyn Varden    | Gertrude Kluggs |